# Sitio de Perpiñán (1542)
El Sitio de Perpiñán de 1542 (en francés: siège de Perpignan) se llevó a cabo en 1542, en Perpiñán, entre un gran ejército francés comandado por Enrique, Delfín de Francia y la guarnición española de Perpiñán. Los españoles resistieron hasta la llegada del ejército español bajo el mando de Don Fernando Álvarez de Toledo, duque de Alba, y el Infante Felipe provocando la retirada del ejército francés. El asedio fue una de las derrotas más costosas de Francisco I en la ofensiva francesa de 1542.